# Анубиас
Анубиас (лат. Anubias) — небольшой род тропических водных (болотных) растений семейства Ароидные (Araceae).
Некоторые виды культивируются как аквариумные, тем не менее, представители рода Анубиас лучше растут во влажной оранжерее или палюдариуме.

## Ботаническое описание
Вечнозелёные ползучие травы с толстым корневищем. Междоузлия короткие.

### Листья
Листьев несколько. Черешки обычно гладкие, изредка с короткими и редкими шипами. Влагалища относительно короткие. Листовые пластинки ланцетовидные, овальные, эллипсоидные, от почти треугольных до полустреловидных, полусердцевидные, ухообразные, от копьевидных до трёхнадрезанных, в основном кожистые, полностью гладкие или снизу с густо опушёнными центральной и первичными боковыми жилками. Первичные боковые жилки перистые, вторичные — параллельно-перистые, третичные — перпендикулярные к ним.

### Соцветия и цветки

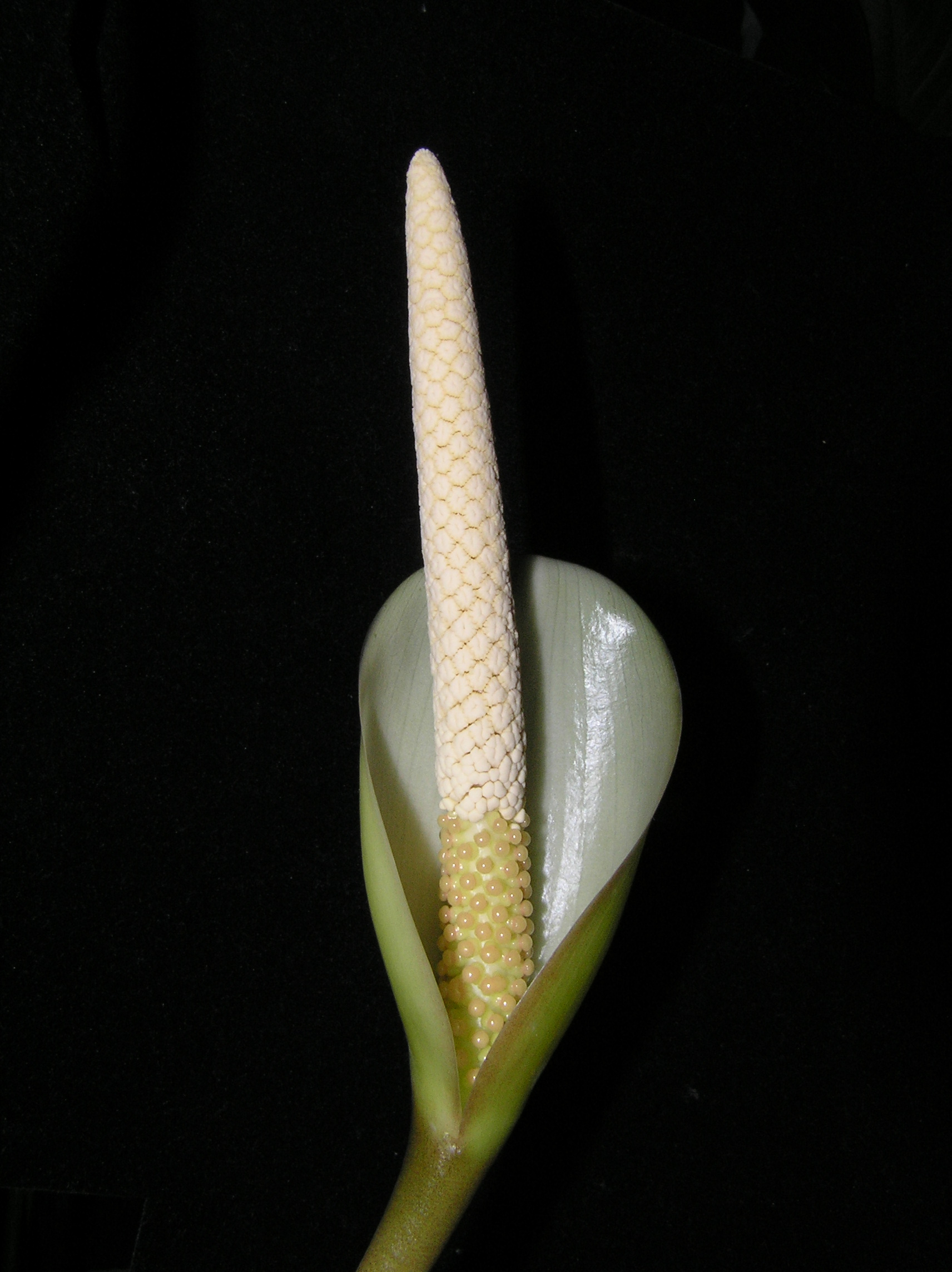
Соцветие

Соцветие в числе 1—3 в каждом симпоидальном ветвлении. Цветоножка более-менее равна черешкам или короче их. Покрывало эллиптически-овальное или овальное, без перетяжки, слабо дифференцированное на трубку и пластинку, широко раскрытое во время цветения, но всегда немного свёрнутое в основании, закрывается после цветения и не опадает при созревании плодов, однотонно окрашенное, большей частью зелёное или кремовое или с красноватыми разводами, внутри более бледное.
Початок цилиндрический, короче или намного длиннее покрывала. Женские цветки расположены плотно, изредка несколько рыхло. Женская зона короче мужской и смежна с ней, изредка с немногими стерильными или двуполыми цветками в промежутке между ними; мужская зона репродуктивная до вершины.
Цветки однополые, околоцветник отсутствует. Мужской цветок содержит 3—8 тычинок, тычинки сросшиеся в обратнопирамидальный синандрий; нити сросшиеся, иногда довольно длинные; сросшийся связник толстый, мясистый, иногда прикрытый теками и незаметный, часто не полностью сросшийся только на вершине, с мелкими трещинками в промежутках; теки боковые или краевые и покрывающие весь синандрий от основания до вершины. Пыльца от полусферической до сферической, маленькая (24 мкм). Гинецей от сжато-шаровидного до яйцевидного; завязь (1)2—3-гнёздная; семяпочек в гнезде много, они анатропные; плацента осевая; столбик более узкий, чем завязь; рыльце широкое, дискообразное, зелёное, розовое или белое.

### Плоды
Плоды — ягоды от сжато-шаровидных до обратнояйцевидных, от зелёных до бледно-зелёных, многосемянные.
Семена маленькие, от неправильно яйцевидных до полуцилиндрических; теста шероховатая, толстоватая; зародыш осевой, удлинённый; эндосперм обильный.

## Распространение
Встречаются в тропической Африке: Гана, Гвиана, Кот-д’Ивуар, Либерия, Мали, Нигерия, Сенегал, Сьерра-Леоне, Того, Кабо-Верде, Камерун, Республика Конго, Экваториальная Гвинея, Габон, Демократическая Республика Конго, Ангола.
Растёт в тропических влажных лесах, на лесных болотах, на скалах вдоль рек и ручьёв, иногда полностью погруженные в воде.

## Виды
Полный список видов рода:
- Anubias afzelii Schott typus — Анубиас Афцелиуса
- Anubias barteri Schott — Анубиас Бартера
  - Anubias barteri nana — Анубиас карликовый[2]
- Anubias gigantea A.Chev. ex Hutch. — Анубиас гигантский
- Anubias gilletii De Wild. & T.Durand
- Anubias gracilis A.Chev. ex Hutch.
- Anubias hastifolia Engl.
- Anubias heterophylla Engl. — Анубиас разнолистный
- Anubias pynaertii De Wild.

## Культивирование
Представители рода Анубиас могут расти под водой, поэтому используются в качестве аквариумных растений. Однако для них больше подходят условия палюдариума или влажной оранжереи. 

При выращивании в аквариуме анубиасам требуется питательный грунт, содержащий большое количество органических веществ, чистая тёплая (26—28°С) вода, которую желательно регулярно сменять. Освещённость аквариума не должна быть избыточной во избежание обрастания листьев сине-зелёными водорослями, что может привести к гибели растений. 

В оранжерее анубиасам требуется питательный грунт, высокая влажность, сильное рассеянное освещение и температура 26—28°С. 

Цветут анубиасы не только в палюдариуме или оранжерее, но также и в аквариуме. Также в аквариуме их размножают делением корневища, отделяя от него конец с несколькими листьями.